# ENTSO-E
European Network of Transmission System Operators, förkortat ENTSO-E, är en organisation där 43 stamnätsföretag (även kallade TSO:er) från  36 länder i Europa är medlemmar.

## Historia
ENTSO-E bildades i Bryssel 2008 som en del av EU:s så kallade tredje energipaket. Det innebar en liberalisering av el- och gasmarknaderna från 2009.
ENTSO-E är en sammanslagning av regionala föreningar: ETSO, ATSOI, UKTSOA, Nordel, UCTE och BALTSO.

## Verksamhet
Eftersom många länders elnät är sammankopplade, behöver stamnätsföretagen ha regler för hur de ska agera. Med för lite produktion kan frekvensen bli lägre än den nominella på 50 Hz, vilket kan ställa till problem för klockor som följer elnätets svängningar. I värsta fall kan det bli en spänningskollaps och enligt ENTSO-E hade Finland näst efter Cypern den största risken för det.
ENTSO-E strävar efter mer förnybar elproduktion och för statistik över det.

## Medlemmar
ENTSO-E har följande medlemmar:
| ISO-landskod | Land                 | TSO                                      | Förkortn.        |
| ------------ | -------------------- | ---------------------------------------- | ---------------- |
| AL           | Albanien             | Operatori i Sistemit te Transmetimit     | OST              |
| BE           | Belgien              | Elia System Operator                     | Elia             |
| BA           | Bosnien-Herzegovina  | BiH Independent System Operator          | NOS BiH          |
| BG           | Bulgarien            | Electroenergien Sistemen Operator        | ESO              |
| CY           | Cypern               | Cyprus Transmission System Operator      | Cyprus TSO       |
| DK           | Danmark              | Energinet                                |                  |
| EE           | Estland              | Elering                                  |                  |
| FI           | Finland              | Fingrid                                  |                  |
| FR           | Frankrike            | Réseau de Transport d'Électricité        | RTE              |
| GB           | Förenade kungariket  | National Grid plc                        | National Grid    |
| GB           | Förenade kungariket  | System Operator for Northern Ireland     | SONI             |
| GB           | Förenade kungariket  | Scottish Hydro Electric Transmission plc | SHE Transmission |
| GB           | Förenade kungariket  | Scottish Power Transmission plc          | SPTransmission   |
| GR           | Grekland             | Independent Power Transmission Operator  | IPTO (or ADMIE)  |
| IE           | Irland               | EirGrid                                  |                  |
| IS           | Island               | Landsnet                                 |                  |
| IT           | Italien              | Terna                                    |                  |
| HR           | Kroatien             | Croatian Transmission System Operator    | HOPS             |
| LV           | Lettland             | Augstsprieguma tīkls                     | AST              |
| LT           | Litauen              | Litgrid                                  |                  |
| LU           | Luxemburg            | Creos Luxembourg                         |                  |
| KS           | Kosovo               | KOSTT                                    |                  |
| ME           | Montenegro           | Crnogorski elektroprenosni sistem AD     | CGES             |
| NL           | Nederländerna        | TenneT                                   |                  |
| MK           | Nordmakedonien       | MEPSO                                    |                  |
| NO           | Norge                | Statnett                                 |                  |
| PL           | Polen                | Polskie Sieci Elektroenergetyczne        | PSE              |
| PT           | Portugal             | Redes Energéticas Nacionais              | REN              |
| RO           | Rumänien             | Transelectrica                           |                  |
| CH           | Schweiz              | swissgrid                                | Swissgrid        |
| RS           | Serbien              | Elektromreža Srbije                      | EMS              |
| SK           | Slovakien            | SEPS                                     | SEPS             |
| SI           | Slovenien            | Elektro-Slovenija                        | ELES             |
| ES           | Spanien              | Red Eléctrica de España                  | REE              |
| SE           | Sverige              | Svenska kraftnät                         | SVK              |
| CZ           | Tjeckien             | ČEPS                                     | ČEPS             |
| TR           | Turkiet (observatör) | Türkiye Elektrik İletim A.Ş.             | TEİAŞ            |
| DE           | Tyskland             | TransnetBW                               |                  |
| DE           | Tyskland             | Tennet TSO                               | TTG              |
| DE           | Tyskland             | Amprion                                  |                  |
| DE           | Tyskland             | 50Hertz Transmission                     | 50Hertz          |
| HU           | Ungern               | MAVIR                                    | MAVIR            |
| AT           | Österrike            | Verbund                                  | APG              |
| AT           | Österrike            | Vorarlberger Übertragungsnetz            | VUEN             |